# Karl Huber (Eishockeyspieler)
Karl Huber (* 20. Dezember 1952 in Landshut) ist ein ehemaliger deutscher Eishockeytorwart.

## Karriere
Karl Huber spielte ab der Saison 1971/72 für den EV Landshut. Da er dort nicht an Bernhard Englbrecht als Nummer 1 vorbeikam, wechselte er zur Saison 1976/77 zum EV Rosenheim. Als der zahlungsunfähige EVR in den SBR umbenannt wird und so in der Bundesliga bleiben kann, bleibt auch Huber dem Team treu. Im Laufe der Saison 1979/80 wechselte Huber zurück zum EV Landshut und überlässt den Platz im Tor des SBR Rainer Makatsch.
Nachdem Makatsch von Karl Friesen verdrängt worden war und man in Rosenheim wieder einen Ersatztorwart brauchte, konnte Huber für die Saison 1981/82 zur Rückkehr aus Landshut bewegt werden. Es folgten zwei Meistertitel in Rosenheim, bevor er nach der Saison 1985/86 seine aktive Laufbahn beendete.